# Agrypon uchidai
Agrypon uchidai là một loài tò vò trong họ Ichneumonidae.